# Podhale w ogniu
Podhale w ogniu – polski film historyczny z 1955, którego tematem jest chłopska rebelia zwana powstaniem Napierskiego.
Film ukazuje dawną Polskę jako kraj pełen antagonizmów społecznych. Postać głównego bohatera, Aleksandra Kostki-Napierskiego, jest mocno wyidealizowana, podobnie jak obraz powstania.

## O filmie
Jest rok 1650. Młody szlachcic Aleksander Kostka-Napierski jedzie do Pcimia na spotkanie z Radockim, bakałarzem cieszącym się autorytetem wśród miejscowej ludności chłopskiej. W karczmie jest świadkiem katowania chłopa. Staje w jego obronie, czym naraża się miejscowej szlachcie. W Pcimiu opowiada chłopom o powstaniu Chmielnickiego, które wybuchło na Ukrainie przeciwko rządom szlacheckim. Namawia chłopów, by także na Podhalu podnieśli bunt i przepędzili szlachtę. Chłopi ulegają jego namowom i rozpoczynają rebelię. Powstańcy odnoszą początkowo sukcesy i zajmują zamek w Czorsztynie. Wkrótce jednak wojska miejscowego biskupa rozpoczynają pacyfikację buntu i oblężenie zamku.

## Obsada
- Janusz Bylczyński – Aleksander Leon Kostka-Napierski
- Stanisław Milski – Radocki
- Teresa Szmigielówna – Halszka
- Jerzy Pichelski – Łętowski
- Kazimierz Wilamowski – biskup Gembicki
- Władysław Surzyński – Michał Jordan, starosta dobczycki
- Stanisław Jasiukiewicz – hajduk Jordana
- Jan Ciecierski – dziad
- Emil Karewicz – dowódca hajduków
- Jerzy Nowak – hajduk zabierający chłopom bydło
- Tadeusz Pluciński – dowódca dragonów
- Ludwik Benoit – Dziedziała
- Adam Kwiatkowski – zbójnik
- Tadeusz Schmidt – zbójnik Sawka
- Kazimierz Meres
- Karol Podgórski